# Hastsal
Hastsal é uma vila no distrito de West, no estado indiano de Deli.

## Demografia
Segundo o censo de 2001, Hastsal tinha uma população de 85 848 habitantes. Os indivíduos do sexo masculino constituem 55% da população e os do sexo feminino 45%. Hastsal tem uma taxa de literacia de 64%, superior à média nacional de 59,5%: a literacia no sexo masculino é de 71% e no sexo feminino é de 54%. Em Hastsal, 18% da população está abaixo dos 6 anos de idade.